# Litteraturåret 1995

## Händelser
- 22 juni – Företrädare för Irans regering meddelar att dödsdomen mot brittiske författaren Salman Rushdie skall stå fast.[1]
- 7 september – Pippi Långstrumps 50-årsjubileum uppmärksammas.[1]
- 26 oktober – Salman Rushdie dyker upp som hemlig gäst på bok- och biblioteksmässan i Göteborg.[1]
- 1 december – Erich Maria Remarques manuskript till På västfronten intet nytt återbördas till Tyskland.[1]
- 26 november – Henning Mankells Villospår utses till årets bästa svenska kriminalroman av Svenska Deckarakademin.[1]
- okänt datum – Sverige skjuter iväg satelliten Astrid-1, med instrument som "Pippi", Mio och Emil[2].
- okänt datum – Den ocensurerade versionen av Pippi Långstrump publiceras på franska.

## Priser och utmärkelser
- Nobelpriset – Seamus Heaney, Storbritannien[3]
- Augustpriset
  - Skönlitteratur – Torgny Lindgren för Hummelhonung[1]
  - Facklitteratur – Maria Flinck för Tusen år i trädgården. Från sörmländska herrgårdar och bakgårdar
  - Barn- och ungdomslitteratur – Rose Lagercrantz för Flickan som inte ville kyssas
- Aftonbladets litteraturpris – Arne Johnsson
- Aniarapriset – Bo Carpelan
- Astrid Lindgren-priset – Peter Pohl[1]
- Bellmanpriset – Lars Lundkvist
- BMF-plaketten – Claes Hylinger för Kvällarna på Pärlan
- BMF-Barnboksplaketten – Hannele Norrström och Sven Nordqvist för Guldflickan
- Cervantespriset – Camilo José Cela
- Dan Andersson-priset – Gösta Ågren
- De Nios Stora Pris – Bo Carpelan
- De Nios Vinterpris – Ole Söderström, Claes Hylinger och Bruno K Öijer
- De Nios översättarpris – Ingrid Ingemark och Ulla Roseen
- Doblougska priset – Per Agne Erkelius och Rita Tornborg, Sverige samt Kjell Askildsen och Tor Ulven, Norge
- Elsa Thulins översättarpris – Anders Bodegård
- Emil-priset – Bibbi Isacsson och Tommy Isacsson
- Eyvind Johnsonpriset – Rolf Aggestam
- Gerard Bonniers pris – Per Wästberg
- Gerard Bonniers essäpris – Jan Olov Ullén
- Gerard Bonniers lyrikpris – Arne Johnsson
- Gleerups skönlitterära pris – Eva Österberg
- Gun och Olof Engqvists stipendium – Mats Gellerfelt
- Gustaf Fröding-sällskapets lyrikpris – Tomas Tranströmer
- Göteborgs-Postens litteraturpris – Inger Edelfeldt
- Harry Martinson-priset – Gunnar Brusewitz[1]
- Hedenvind-plaketten – Torgny Lindgren
- Ivar Lo-Johanssons personliga pris – Per Olov Enquist[1]
- Ivar Lo-priset – Håkan Boström
- John Landquists pris – Anders Cullhed
- Karlfeldt-priset – Jöran Mjöberg
- Katapultpriset – Cecilia Davidsson för En av dessa nätter
- Kellgrenpriset – Inge Jonsson
- Landsbygdens författarstipendium – Anita Salomonsson
- Letterstedtska priset för översättningar – Kajsa Zaccheo för översättningen av Galileis Dialog om de två världssystemen
- Lotten von Kræmers pris – Olof Lagercrantz
- Lundequistska bokhandelns litteraturpris – Jan Gudmundsson
- Moa-priset – Majgull Axelsson
- Nils Holgersson-plaketten – Inger Edelfeldt
- Nordiska rådets litteraturpris – Einar Már Guðmundsson, Island för romanen Universums änglar (Englar alheimsins)[1]
- Petrarca-Preis – Les Murray
- Pilotpriset – Kerstin Ekman[1]
- Piratenpriset – Klas Östergren[1]
- Schückska priset – Johan Svedjedal
- Stiftelsen Selma Lagerlöfs litteraturpris – Ulla Isaksson[1]
- Signe Ekblad-Eldhs pris – Anne-Marie Berglund
- Stig Carlson-priset – Per Lindberg
- Stipendium till Harry Martinsons minne – Roland Svensson
- Sveriges Radios Romanpris – Carola Hansson för Andrej
- Svenska Akademiens nordiska pris – Lars Ahlin, Sverige[1]
- Svenska Akademiens tolkningspris – Jean-Baptiste Bruet-Jailly
- Svenska Akademiens översättarpris – Anders Bodegård
- Svenska Dagbladets litteraturpris – Gunnar Harding för Stora scenen och Är vi långt från Montmartre?
- Sveriges Radios Lyrikpris – Göran Greider
- Tegnérpriset – Gunnar Fredriksson
- Tidningen Vi:s litteraturpris – Marie Lundquist
- Tollanderska priset – Lars Huldén
- Tucholskypriset – Sjirali Nurmuradov, Turkmenistan
- Östersunds-Postens litteraturpris – Torbjörn Säfve
- Övralidspriset – Stig Strömholm

## Nya böcker

### 0 – 9
- 100 år i 20 bilder av Olle Häger

### A – G
- André Gill av Jan Myrdal
- Artemis av Lars Andersson
- Aska och ära av Elizabeth George
- Augustin och Celestine: om nåra små loppors liv och leverne, barnbok av Lars Gyllensten
- Bert och brorsorna av Anders Jacobsson och Sören Olsson[4]
- Berts bryderier av Anders Jacobsson och Sören Olsson[5]
- Bytet av Lars Molin
- Cirkus av Bodil Malmsten
- Den dövstumme av Peter Kihlgård
- Drakens flykt av Robert Jordan
- Du har inte en chans – ta den! av Gunnel Linde
- Dygden har jag platt försummat av Torbjörn Säfve
- Eldens hemlighet av Henning Mankell
- Emil med paltsmeten av Astrid Lindgren[6]
- Emilias och morfar av Anna Dunér
- Emilias tittar på natten av Anna Dunér
- En gammal kärlek av P.C. Jersild
- En medborgare höjd över varje misstanke av Jan Guillou[1]
- Ett gammalt kylskåp och en förkyld hund av P.C. Jersild
- Faserland av Christian Kracht
- Fredrik Matsson vinner en vän av George Johansson
- Förmiddagsgatan av Ernst Brunner

### H – N
- Hummelhonung av Torgny Lindgren[7]
- Håll huvet kallt, Eddie av Viveca Lärn[8].
- Interkulturella läroprocesser av Pirjo Lahdenperä
- Karons färja av Jan Mårtenson
- Krigsvintrar av Gösta Friberg
- Känslans intelligens av Daniel Goleman
- Ljuset ur skuggornas värld av Lars Gyllensten
- Lovligt byte – One For the Money av Janet Evanovich
- México av Jan Myrdal och Gun Kessle
- Microslavar av Douglas Coupland
- Min vän shejken i Stureby av Ulf Stark
- Morbus Kitahara av Christoph Ransmayr
- Mr Skylight av Ernst Brunner
- Mulle Meck bygger ett flygplan av George Johansson
- No Cure for Love av Peter Robinson

### O – U
- Om en dag man vaknar av Sigrid Combüchen
- Om retrogardism av Clemens Altgård och Håkan Sandell
- Platsens ande. En bok om Tage Aurell av Lars Andersson
- Pojken som kallades Det av Dave Pelzer
- Rubinriddaren av David Eddings
- Rymdväktaren av Peter Nilson
- Sierskan från Kell av David Eddings
- Sjung för de dömda! av Lars Ahlin
- Skuggbilderna av Lars Andersson
- Slutkört av Björn Hellberg
- Stora scenen av Gunnar Harding
- Sune älskar Sophie av Anders Jacobsson och Sören Olsson[9]
- Tomans huvud av Robert Jordan
- Tsatsiki och morsan av Moni Nilsson-Brännström

### V – Ö
- Villospår av Henning Mankell
- Änglarnas fall. En berättelse från katarernas Languedoc i det trettonde århundradet av Jan Arvid Hellström
- Är vi långt från Montmartre? av Gunnar Harding

## Avlidna
- 4 februari – Patricia Highsmith, 74, amerikansk författare.[1]
- 25 februari – James Herriot, 78, brittisk författare.[1]
- 20 mars – Thora Dardel, 95, svensk författare och fotograf.[1]
- 23 mars – Albino Pierro, 78, italiensk poet.
- 9 maj – Alf Henrikson, 89, svensk författare och journalist.[1]
- 13 maj – Karl Vennberg, 85, svensk författare.[1]
- 22 maj – Ralf Parland, 80, finlandssvensk författare, översättare och musikskribent.
- 14 juni – Roger Zelazny, 58, amerikansk fantasy- och science fiction-författare.
- 8 juni – Erik Beckman, 60, svensk författare och litteraturkritiker.
- 11 juli – Stig Bergendorff, 81, svensk skådespelare, författare. regissör, manusförfattare, kompositör och textförfattare.
- 5 september – Ebba Lindqvist, 87, svensk författare.
- 13 september – Birger Norman, 81, svensk författare.[1]
- 17 oktober – Jean Schuster, 66, fransk författare och redaktör.
- 22 oktober – Kingsley Amis, 73, brittisk författare.[1]
- 2 december – Robertson Davies, 82, kanadensisk författare.
- 27 december – Aili Nordgren, 87, finlandssvensk författare.
- 30 december – Katarina Taikon, 63, svensk författare.[1]

### Fotnoter
1. 1 2 3 4 5 6 7 8 9 10 11 12 13 14 15 16 17 18 19 20 21 22 23   Horisont 1995. Bertmarks
2. ↑  ”Astrid Lindgren”. http://www.astridlindgren.se/mer-fakta/utvalda-artal. Läst 21 mars 2011.
3. ↑  ”Nobelpriset i litteratur”. https://www.nobelprize.org/prizes/lists/all-nobel-prizes-in-literature/. Läst 20 mars 2011.
4. ↑  Bert Arkiverad 18 augusti 2010 hämtat från the Wayback Machine.
5. ↑  Bert Arkiverad 26 oktober 2011 hämtat från the Wayback Machine.
6. ↑  ”Astrid Lindgren”. http://www.astridlindgren.se/verken/bocker/bilderbocker. Läst 21 mars 2011.
7. ↑  Gradvall, Nordström, Nordström, Rabe, Jan, Björn, Ulf, Anina. Tusen svenska klassiker. Norstedts Förlagsgrup. Läst 12
8. ↑  ”Viveca Lärn”. Arkiverad från originalet den 26 september 2011. https://web.archive.org/web/20110926012117/http://www.vivecalarn.com/litteraturlista.htm. Läst 21 mars 2011.
9. ↑  Sune Arkiverad 26 oktober 2011 hämtat från the Wayback Machine.